# Dolichopeza penthema
Dolichopeza penthema är en tvåvingeart som beskrevs av Alexander 1963. Dolichopeza penthema ingår i släktet Dolichopeza och familjen storharkrankar. Inga underarter finns listade i Catalogue of Life.